# コクトくん
コクトくん（Kokuto kun）は、鹿児島県奄美市の公式マスコットキャラクター。

## 特徴
奄美群島の天然記念物であるアマミノクロウサギと、同群島の特産物である黒糖をモチーフにしている。
黒を基調としたウサギの着ぐるみに「黒」と書かれた白い腹巻きをつけている。腹巻きは交通事故の傷を隠している、という設定である。
また、好きな色は白と黒、好物は黒糖を使ったスイーツや黒糖焼酎。

## 実績
- ゆるキャラグランプリ2013 - 鹿児島県4位、全国504位を記録[2]。
- ゆるキャラグランプリ2014 - 鹿児島県4位、全国678位を記録[3]。

## 仲間
- サブキャラとしてロビンちゃん（アカヒゲ、英語でRyukyu Robin の化身）がいる。

## 関連人物
- コクトくんの応援隊長は、奄美市出身歌手の城南海（きずき みなみ）である